# 龍虎山環境教育中心

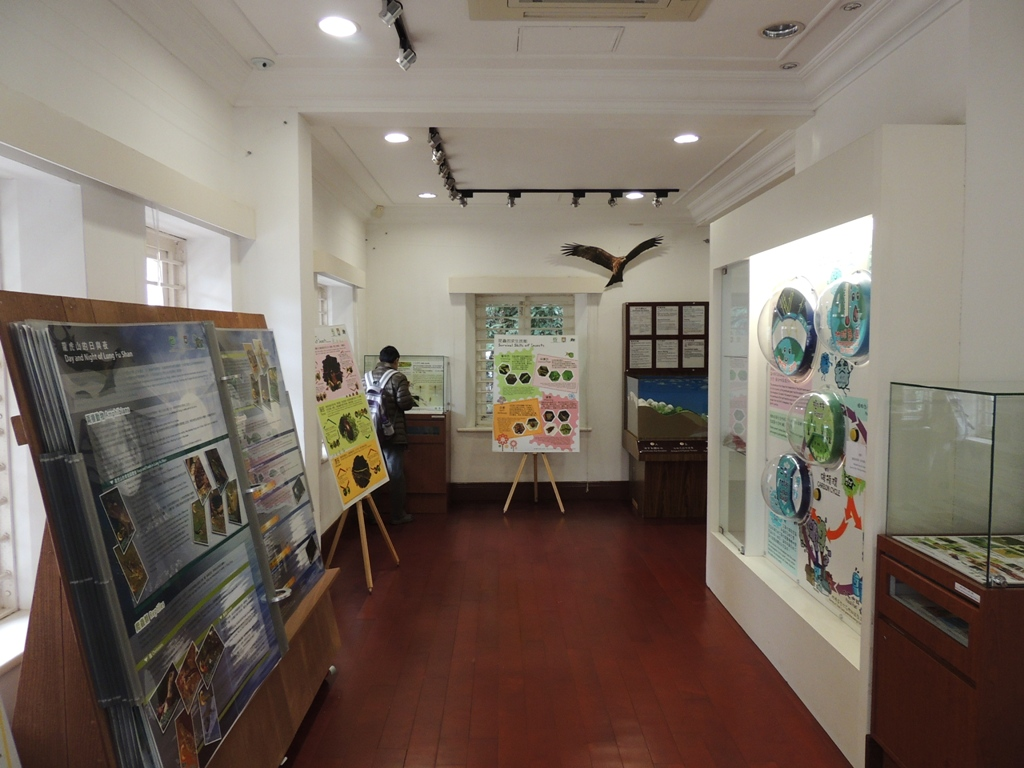
教育中心內貌

龍虎山環境教育中心（英語：Lung Fu Shan Environmental Education Centre）是一個由香港特別行政區政府環境保護署及香港大學合作成立的環境教育中心，位於香港大學後山旁，旭龢道50號，毗鄰龍虎山郊野公園，於2008年4月16日正式開幕，供公眾參觀使用，日常營運則由香港大學可持續發展事務處負責。設立中心之目的為藉著互動學習感受自然及建築環境，以了解氣候變化與社會的關係，並認識龍虎山及西半山的生態物種及文物建築。

## 歷史及簡介
龍虎山環境教育中心是由三座歷史建築所組成，包括建於1914年至1919年的一級歷史建築主樓及兩座三級歷史建築。中心原址為建於1914年至1919年間的西環濾水廠職員宿舍。西環濾水廠於1996年改造為儲水庫，並改名為旭龢道淡水配水庫。 
龍虎山環境教育中心的室外設有生態池，養殖不同種類的淡水魚和植物。室內方面設有展覽廳（匯展堂）、資訊天地、活動室、專題圖書館等。圖書館到2010年7月為止，共有458本相關中英文書籍，每本書籍的目次皆可於中心的網站上查閱。公眾可於開放時間自由參觀，亦可報名參加歷時約45分鐘的導賞團。此外，中心亦有舉辦不同類型的環保教育活動，如生態導賞團及創意工作坊等。導賞團於每星期日上午9時30分舉辦，而路線將會根據季節而定。目前主題分為：植物篇（全年）、蝴蝶篇（5月至9月）、夜遊龍虎山（6月至9月）及雀鳥篇（10月至3月）。
除了龍虎山環境教育中心外，環境保護署共設有5個環境資源中心及一個流動環境資源中心。該5個環境資源中心分別位於粉嶺、荃灣、灣仔、半山及堅尼地城，而改裝自貨車的流動環境資源中心則會到訪各區學校、屋邨和商場，宣揚環保訊息。
環境局局長邱騰華出席龍虎山環境教育中心開幕禮後會見傳媒時指出：「現時政府方面，例如漁農自然護理署有不同的教育中心，但這個中心特別的地方是政府和大學之間的合作，同時用了保育的概念將舊建築物翻新成為一個教育中心。其實在生態保育方面，政府和私人機構或大學合作，是一個很新、很好的模式，這概念有助我們將現時的保育工作擴大。」。

## 關閉
2023年2月，龍虎山環境教育中心於社交平台宣佈將於3月10日起停止對外開放，但沒有交代原因。而環境及生態局稱，教育中心現階段無重啟計劃。

## 開放時間
- 星期二、星期四至日 上午10:30至下午5:30
- 星期三 上午10:30至下午2:30
- 星期一全日、星期三下午、新年、農曆新年及聖誕節公眾假期休館

## 資料來源
1. ↑   (PDF). 古物古蹟辦事處.   [2011-06-12]. （原始内容 (PDF)存档于2009-06-12）.
2. ↑  . 香港大學新聞稿. 2008-04-16  [2011-06-12]. （原始内容存档于2019-12-05）.
3. ↑  . 龍虎山環境教育中心. 2010-07-21  [2011-06-12]. （原始内容存档于2015-01-22）.
4. ↑  . 政府新聞網 新聞資料庫. 2008-04-16  [2011-06-12]. （原始内容存档于2019-11-22）.
5. ↑  . 星島日報. 2023-02-12  [2023-03-03].
6. ↑  . 明報. 2023-03-07  [2023-03-07]. （原始内容存档于2023-03-29）.

## 外部連結
- 龍虎山環境教育中心 （页面存档备份，存于）